# Константін Тяшке
Константін Тяшке (рум. Constantin Teașcă, 25 вересня 1922, Джурджу — 30 липня 1996, Бухарест) — румунський футболіст, що грав на позиції півзахисника. По завершенні ігрової кар'єри — тренер.
На прізвисько «Маленький Наполеон» Теаске був відомий своїми суперечливими методами тренувань, які полягали у надвисоких навантаженнях, через що часто вступав у конфлікти з гравцями. Він двічі очолював збірну Румунії, спочатку в 1962 році, а потім у 1967 році, а також працював з грандами румунського футболу «Динамо» (Бухарест) та «Стяуа». Крім того Тяшке мав досвід тренування поза Румунією, коли він очолював турецький «Фенербахче» з 1970 року по 1971 рік. Тяшке провів загалом 323 матчі як головний тренер у вищому дивізіоні Румунії, здобувши 120 перемог, 64 нічиїх і зазнавши 139 поразок.

## Біографія
Народився 25 вересня 1922 року в місті Джурджу. Вихованець футбольного клубу «Аквіла» з рідного міста. У 1940 році він почав грати за старшу команду, будучи півзахисником, а у 1946 році він перейшов грати за «Конкордію» (Плоєшті). У 1950 році він вирішив завершити кар'єру гравця у віці 28 років, так і не піднявшись вище другого дивізіону.
Тяшке почав тренувати в 1955 році у юнацькій збірній Румунії до 18 років, зумівши виграти групу на чемпіонатах Європи 1955 та 1956 років (на ой момент плей-оф у змаганні не проводився), після чого деякий час продовжував працювати з юніорами в «Динамо» (Бухарест).
Влітку 1958 року Тяшке став головним тренером «Динамо» (Бакеу) у Дивізії А. Він закінчив сезон 1958/59 на 5 місці
У 1960 році він очолив команду другого дивізіону «Динамо Обор» (Бухарест), з якою він дійшов до фіналу Кубка Румунії того ж року, який був програний з рахунком 0:2 проти «Прогресула» (Бухарест). У середині сезону 1961/62 років він замінив Траяна Йонеску в першій команді «Динамо» (Бухарест), але вже незабаром його замінив Ніколае Думітру, довівши команду до чемпіонства.
1962 року він став тренером національної збірної Румунії, де дебютував 30 вересня 1962 року в товариському матчі проти Марокко, який його команда виграла з рахунком 4:0. Після поразки 2:3 від НДР через два тижні він востаннє очолював команду 1 листопада 1962 року у відбірковому матчі до чемпіонату Європи проти Іспанії, який Румунія програла 0:6. Після цього був Тяшке замінений його попередником Георге Попеску.
1963 року Тяшке очолив «Політехніка» (Ясси), де провів два роки, після чого повернувся на один сезон у «Динамо» (Бакеу) у другій лізі. У 1967 році він вдруге тренував національну збірну Румунії, але цього разу лише в одній товариській грі у жовтні з Польщею, яка завершилась нульовою нічиєю.
На початку 1968 року він очолив команду першого дивізіону «Університатя» (Клуж-Напока). Сезон 1967/68 його команда закінчила в середині таблиці. Наприкінці 1968 року йому довелося звільнити своє місце, і в квітні 1969 року він став головним тренером клубу «Арджеш». Він обіймав цю посаду до березня 1970 року, коли його змінив Леонте Яновскі за кілька турів до кінця сезону.
Влітку 1970 року Тяшке став головним тренером стамбульського «Фенербахче». Чинні чемпіони закінчили сезон 1970/71, посівши друге місце, через що Константін був змушений залишити команду.
1971 року став головним тренером команди «Дунеря» (Галац), де провів один рік. Згодом на початку 1974 року Тяшке змінив Георге Константіна на посаді тренера «Стяуа». Втім з «армійцями» він не зміг кваліфікуватися до Кубка європейських чемпіонів як у сезоні 1973/74, так і в сезоні 1974/75, а також мав складні стосунки з гравцями. Через це влітку 1975 року його змінив на посаді Емерік Єней.
Згодом протягом 1975—1976 років очолював тренерський штаб клубу «Шоймій» (Сібіу), після чого влітку 1976 року він очолив «Університатю» (Крайова), з якою ледь не виграв свій перший титул. Він вивів команду до фіналу Кубка Румунії 1977 року, але покинув команду перед вирішальним, оскільки мав конфлікти з багатьма гравцями, тому трофей команда здобула вже без нього.
1977 року прийняв пропозицію попрацювати у клубі «Стягул Роса». Залишив команду з міста Брашов 1979 року, щоб очолити «Дунерю» (Галац). У цій команді провів два сезони, але вилетів з вищого дивізіону. Після цього Константін став тренером «Динамо-Вікторії» (Бухарест) з третього дивізіону і у сезоні 1981/82 вивів команду до другого дивізіону. Влітку 1984 року знову залишив «Динамо-Вікторію».
Після двох місяців тренерській лаві «Біхора», восени 1985 року він вдруге очолив «Університатю» (Крайова), яка і стала його останнім місцем тренерської роботи.
Після 1986 року він був спостерігачем і викладачем у Національній школі тренерів. У 1995 році оголошений почесним громадянином міста Джурджу.
Помер 30 липня 1996 року на 74-му році життя у місті Бухарест.